# Xaffévillers
Xaffévillers és un municipi francès, situat al departament dels Vosges i a la regió del Gran Est. L'any 2007 tenia 141 habitants.

## Demografia

### Població
El 2007 la població de fet de Xaffévillers era de 141 persones. Hi havia 60 famílies, de les quals 16 eren unipersonals (8 homes vivint sols i 8 dones vivint soles), 20 parelles sense fills, 16 parelles amb fills i 8 famílies monoparentals amb fills.
La població ha evolucionat segons el següent gràfic:
Habitants censats

### Habitatges
El 2007 hi havia 73 habitatges, 58 eren l'habitatge principal de la família, 12 eren segones residències i 2 estaven desocupats. 69 eren cases i 3 eren apartaments. Dels 58 habitatges principals, 53 estaven ocupats pels seus propietaris, 4 estaven llogats i ocupats pels llogaters i 1 estava cedit a títol gratuït; 1 tenia dues cambres, 7 en tenien tres, 13 en tenien quatre i 38 en tenien cinc o més. 44 habitatges disposaven pel capbaix d'una plaça de pàrquing. A 28 habitatges hi havia un automòbil i a 25 n'hi havia dos o més.

### Piràmide de població
La piràmide de població per edats i sexe el 2009 era:
| Homes | Edats   | Dones |
| ----- | ------- | ----- |
| 0     | 95 o +  | 0     |
| 0     | 90 a 94 | 4     |
| 0     | 85 a 89 | 0     |
| 0     | 80 a 84 | 0     |
| 8     | 75 a 79 | 4     |
| 4     | 70 a 74 | 4     |
| 4     | 65 a 69 | 0     |
| 0     | 60 a 64 | 0     |
| 4     | 55 a 59 | 8     |
| 8     | 50 a 54 | 8     |
| 8     | 45 a 49 | 4     |
| 8     | 40 a 44 | 4     |
| 4     | 35 a 39 | 16    |
| 4     | 30 a 34 | 0     |
| 0     | 25 a 29 | 0     |
| 8     | 20 a 24 | 0     |
| 8     | 15 a 19 | 4     |
| 4     | 10 a 14 | 16    |
| 4     | 5 a 9   | 4     |
| 4     | 0 a 4   | 0     |

## Economia
El 2007 la població en edat de treballar era de 90 persones, 62 eren actives i 28 eren inactives. De les 62 persones actives 56 estaven ocupades (35 homes i 21 dones) i 6 estaven aturades (4 homes i 2 dones). De les 28 persones inactives 8 estaven jubilades, 4 estaven estudiant i 16 estaven classificades com a «altres inactius».

### Ingressos
El 2009 a Xaffévillers hi havia 58 unitats fiscals que integraven 147 persones, la mediana anual d'ingressos fiscals per persona era de 13.864 €.

### Activitats econòmiques
Dels 9 establiments que hi havia el 2007, 5 eren d'empreses de construcció, 2 d'empreses de comerç i reparació d'automòbils, 1 d'una entitat de l'administració pública i 1 d'una empresa classificada com a «altres activitats de serveis».
Dels 3 establiments de servei als particulars que hi havia el 2009, 1 era una lampisteria i 2 electricistes.
L'any 2000 a Xaffévillers hi havia 5 explotacions agrícoles.

## Equipaments sanitaris i escolars
El 2009 hi havia una escola elemental integrada dins d'un grup escolar amb les comunes properes formant una escola dispersa.

## Poblacions més properes
El següent diagrama mostra les poblacions més properes.